# Noah Z. Jones
Noah Zachary Jones (nacido el 20 de junio de 1973) es un animador, escritor e ilustrador estadounidense. Es el creador de los Pecezuelos, Almost Naked Animals y Pickle & Peanut. Jones nació en Fairport, Nueva York, se graduó de Fairport High School en 1991 y luego en Pacífico Northwest College of Art en 1996. Vive en Los Ángeles, California.

## Primeros años
Noah Z. Jones nació el 20 de junio de 1973. Se apasionó para el dibujo a una edad muy joven y decidió entonces que quería ser artista. Después de graduarse de la escuela secundaria en 1991, Jones asistió noroeste del Pacífico College of Art y se especializó en la ilustración. Mientras asistía a la universidad, comenzó a escribir libros para niños. 
En 2006, Disney Channel llamó a Jones y le preguntó si estaba interesado en la creación de un programa de televisión. Jones aceptó la oferta y dentro de dos años su idea Fish Hooks salió al aire en 2010.

## Trabajos

### Ilustraciones de libro
- Always in Trouble
- Trouble
- Welcome to the Bed & Biscuit
- Those Shoes
- The Monster in the Backpack
- The Superheroes Employment Agency
- Princess Pink and the Land of Fake-believe
- Little Sweet Potato
- Duck, Duck, Moose!
- The Monster in the Backpack
- Welcome to the Bed & Biscuit
- Dance with Me (book)|Dance with Me
- Not Norman: A Goldfish Story

### Televisión
| Año       | Título               | Cadena                   | Rol                                                               | Nota                     |
| --------- | -------------------- | ------------------------ | ----------------------------------------------------------------- | ------------------------ |
| 1999      | Dessert?             | N/A                      | Productor, guionista, editor                                      | Corto animado            |
| 2000      | Antarctic Antics     | N/A                      | Animador, artista de fondo                                        | Corto animado            |
| 2000      | Pete's a Pizza       | N/A                      | Animador, jefe de animación                                       | Corto animado            |
| 2004      | The Dot              | N/A                      | Animador                                                          | Corto animado            |
| 2010      | The Canvas           | N/A                      | Guionista, director                                               | Corto animado            |
| 2010-2014 | Pecezuelos           | Disney Channel           | Creador, productor ejecutivo, director creativo                   | Voz del papá de Bea      |
| 2011-2013 | Almost Naked Animals | YTV/Cartoon Network      | Creador, productor ejecutivo                                      |                          |
| 2014-2016 | Los 7E               | Disney XD/Disney Channel | Diseñados de personajes                                           |                          |
| 2015-2018 | Pickle & Peanut      | Disney XD                | Creador, productor ejecutivo, artista del guion gráfico, director | Voz de Caballo Musculoso |